# Summer Make Good
| Оценки критиков  | Оценки критиков |
| Источник         | Оценка          |
| ---------------- | --------------- |
| Allmusic         | [ 1 ]           |
| Drowned in Sound | [ 2 ]           |
| Dusted Magazine  | (mixed)         |
| Pitchfork Media  | (4.5/10.0)      |
| No Ripcord       | [ 5 ]           |
| PopMatters       | (favourable)    |
| Stylus Magazine  | [ 7 ]           |
| Tiny Mix Tapes   | [ 8 ]           |

Summer Make Good  (рус. «летом хорошо») — третий студийный альбом экспериментальной исландской группы Múm, выпущенный лейблом Fat Cat 12 апреля 2004 года.

## Презентация ограниченной редакции
28 июня 2004 была выпущена презентация ограниченной редакции альбома (FATCD26B): книга в твёрдом переплёте (с суперобложкой), содержащая художественные произведения с CD, вложенным с внутренней стороны задней обложки.

## Список композиций
| №   | Название                                         | Длительность |
| --- | ------------------------------------------------ | ------------ |
| 1.  | «Hú Hviss — A Ship»                              | 1:27         |
| 2.  | «Weeping Rock, Rock»                             | 6:18         |
| 3.  | «Nightly Cares»                                  | 4:58         |
| 4.  | «The Ghosts You Draw on My Back»                 | 4:14         |
| 5.  | «Stir»                                           | 2:41         |
| 6.  | «Sing Me Out the Window»                         | 4:42         |
| 7.  | «The Island of Children's Children»              | 5:16         |
| 8.  | «Away»                                           | 1:28         |
| 9.  | «Oh, How the Boat Drifts»                        | 5:11         |
| 10. | «Small Deaths Are the Saddest»                   | 1:30         |
| 11. | «Will the Summer Make Good for All of Our Sins?» | 4:02         |
| 12. | «Abandoned Ship Bells»                           | 5:03         |

## Участники записи
- Гуннар Эдн
- Эдвар Торрейярсон Смаурасон
- Гида
- Кристин Анна Валтисдохтир
- Олоф Арналдс